# 陈尸台
《陈尸台》（法語：La Table-aux-crevés）是法国作家马塞尔·埃梅于1929年创作的小说，讲述了农民科恩德之妻奥莱莉自杀后引发的风波和两个村镇之间的对抗。原著于1929年由伽利玛出版社出版。

## 内容梗概
农民科恩德善良正直，但他的妻子奥莱莉突然自杀，在村庄里引起了不小的风波。邻村的布雷加尔因怀疑科恩德告发其走私烟草而怀恨在心，诬告科恩德是杀人凶手，煽动本村村民攻击科恩德，而布雷加爾的妹妹让娜则怒斥其兄听信谣言。经过警方调查，奥莱莉确因自杀而死。风波平息的同时，让娜却对科恩德产生了爱情，不但使科恩德心中泛起难以平息的涟漪，还招来布雷加尔的报复，引起了两个村庄之间的对抗。最终，矛盾和误会化解，两村和好。

## 荣誉与改编

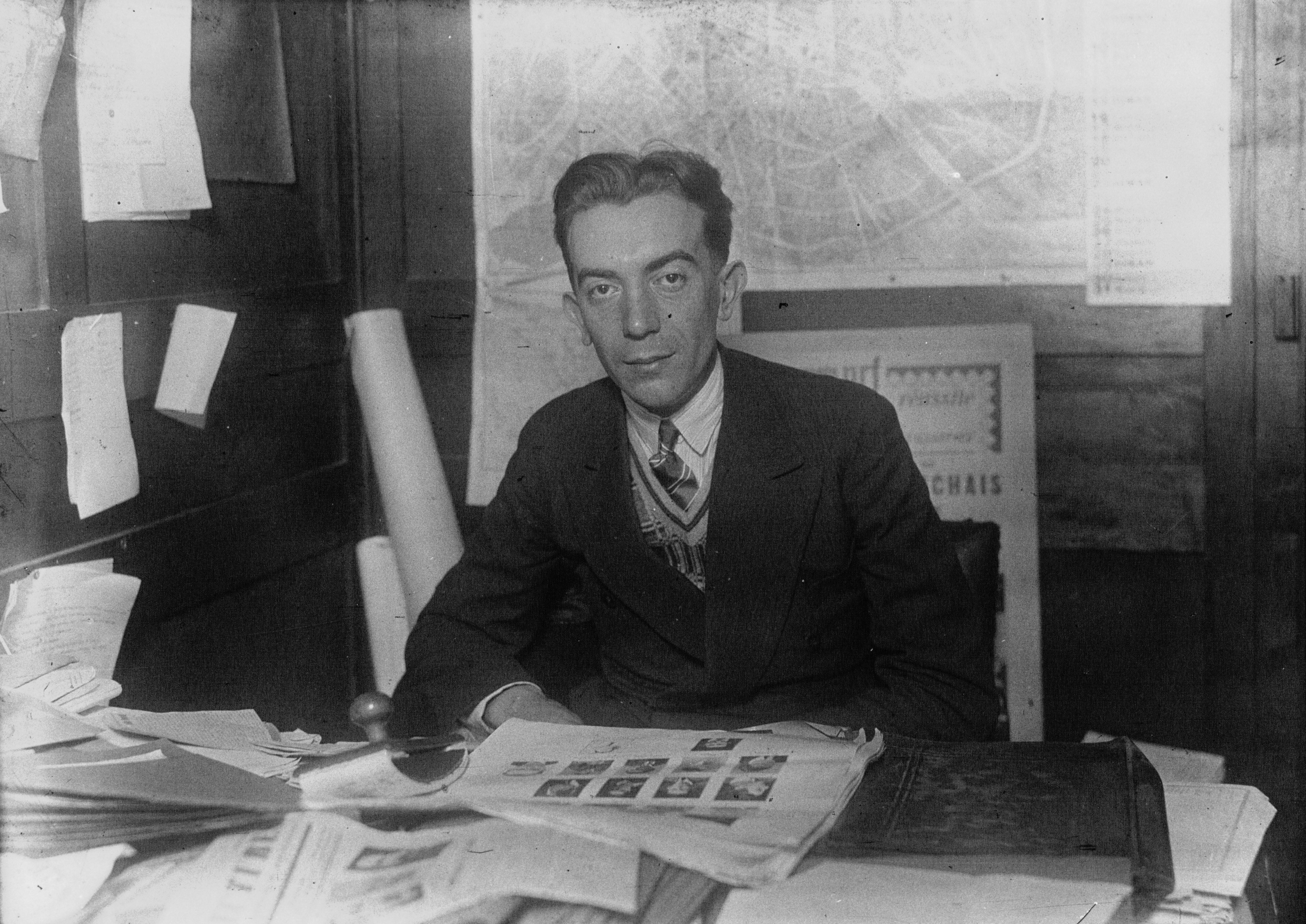
1929年的马塞尔·埃梅，这一年他创作出《陈尸台》并获奖

1929年，马塞尔·埃梅凭借著这部小说获得了勒诺多文学奖。小说还被改编为同名电影《陈尸台》。电影由法国导演亨利·韦纳伊执导，法国演员费南代尔扮演科恩德，于1951年9月10日在马赛上映。

## 译本
由海伦·沃德尔翻译的英文译本于1933年出版。中文译本则由徐真华翻译，于1986年9月由广东人民出版社出版。